# Chřástal páskovaný

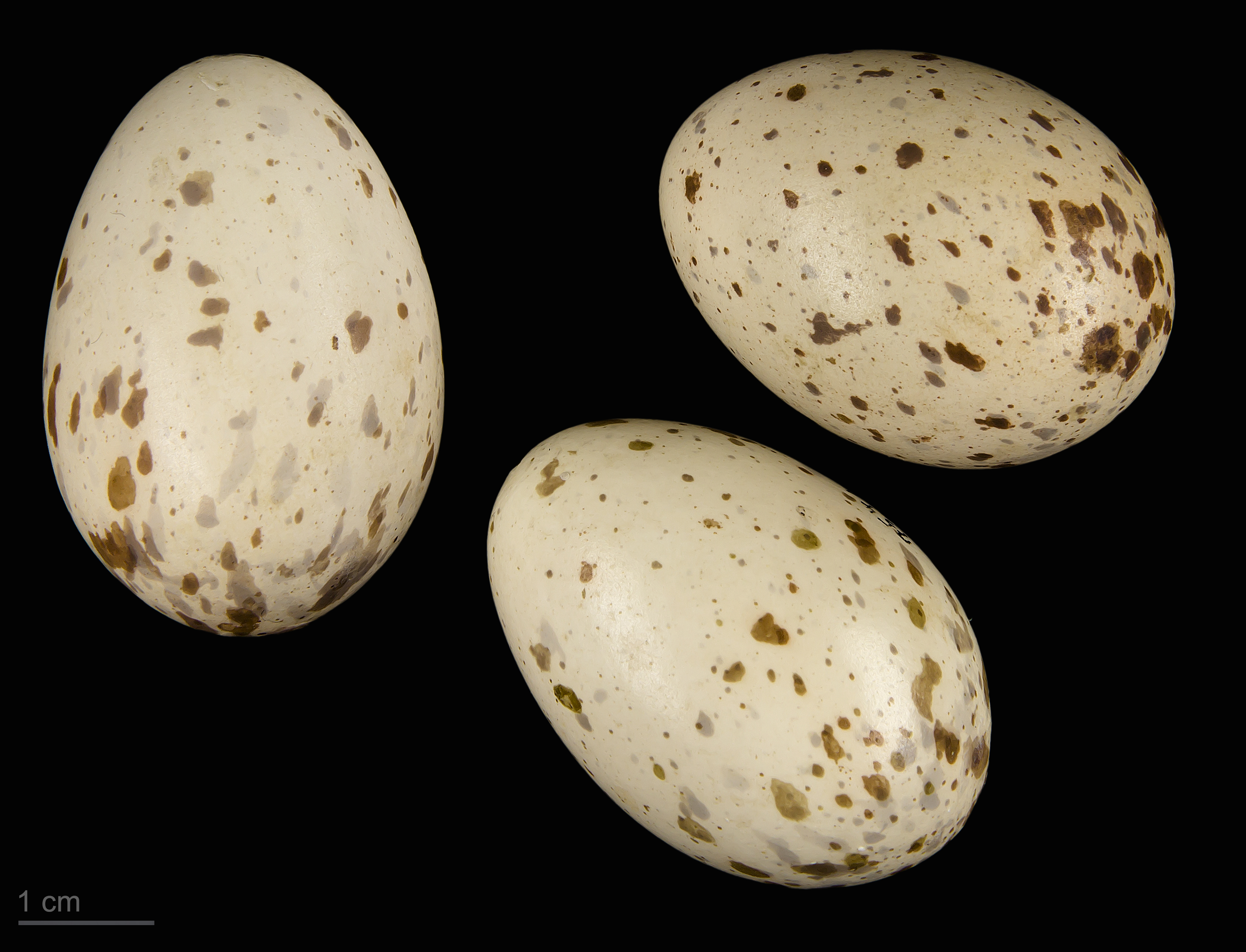
Vejce chřástala páskovaného

Chřástal páskovaný (Hypotaenidia philippensis) je 25–33 cm velký, výrazně zbarvený pták z čeledi chřástalovitých.
Tvoří řadu poddruhů, které se vyskytují na rozsáhlém území Australasie a na řadě ostrovů v jihozápadní oblasti Tichého oceánu, včetně Filipín, Nové Guiney, Austrálie a Nového Zélandu. K životu přitom vyhledává mokřadní krajiny s hustou nízkou vegetací.
Jedná se o především na zemi žijícího ptáka s převážně hnědou svrchní částí těla, bílou, černě pruhovanou spodinou, výrazným bílým pruhem nad okem, kaštanově hnědým zbarvením na hlavě a zátylku a silným pruhem na hrudi.
Žije samostatně nebo v párech. Živí se širokou škálou bezobratlých i malých obratlovců, semeny, spadanými plody a mršinami. Hnízdo staví obvykle v husté vegetaci blízko vody. V jedné snůšce je pak 5-8 vajec, na kterých sedí asi 19 dnů.
Ačkoli mohou být některé ostrovní populace ohrožené nebo dokonce vyhubené, je chřástal páskovaný v Červeném seznamu IUCN stále zařazen do kategorie málo dotčených druhů.